# المليطانية
المليطانية قرية ليبية تقع شرق مدينة الأبيار بحوالي 10 كيلو مترات على طريق الأبيار- المرج وتبعد مسافة 40 كيلو متر عن مدينة بنغازي .
هي مسقط رأس عبد القادر البدري أحد رؤساء وزراء ليبيا.[بحاجة لمصدر]